# Nils Kreutinger
Nils Kreutinger (* 9. November 1986 in Regensburg) ist ein deutscher Schauspieler, Synchron-, Off- und Hörspielsprecher.

## Leben
Nils Kreutinger ist in Regensburg aufgewachsen. Nach seinem Schulabschluss machte er zunächst eine Ausbildung zum Energieelektroniker/Anlagentechnik bei Siemens. Bevor er 2008 sein Schauspielstudium an der HfMDK Frankfurt am Main begann, leistete er seinen Zivildienst beim Rettungsdienst der Berufsfeuerwehr Hamburg (FW Veddel 33) ab und machte im Rahmen dessen eine Ausbildung zum Rettungshelfer. Sein erstes Festengagement führte ihn bereits 2011, noch während des Studiums, an das Hessische Staatstheater Wiesbaden. Unter der Intendanz von Manfred Beilharz spielte er in zahlreichen Stücken. Sein Debüt gab er als Faust an der Seite von Rainer Kühn in Faust. Eine Tragödie., inszeniert von Tilman Gersch. Außerdem war Nils Kreutinger in Wiesbaden unter anderem als Graf Appiani in Emilia Galotti, als Melchior Gabor in Frühlings Erwachen, als Tusenbach in Drei Schwestern, als Benedikt in Viel Lärm um Nichts, als Alexander in Die Letzten und als Reverend Hale in Hexenjagd zu erleben.
Von 2014 bis 2017 spielte Nils Kreutinger unter der Intendanz von Anselm Weber am renommierten Schauspielhaus Bochum. Hier war er unter anderem in Anselm Webers Inszenierungen als Ferdinand in Kabale und Liebe, Ruprecht in Der zerbrochne Krug und Chris Keller in Alle meine Söhne zu sehen. Unter der Regie von Christian Brey spielte Nils Kreutinger in der erfolgreichen Inszenierung von Monty Python’s Spamalot. Es folgten unter anderem die Rollen August Keil in Rose Bernd (Regie: Roger Vontobel), Liam in Waisen (Regie: Leonard Beck), Gregor Samsa in Die Verwandlung (Regie: Jan-Christoph Gockel) und die Amme in Romeo und Julia (Regie: Marius von Mayenburg). 2017 wurde Nils Kreutinger mit dem Bochumer Theaterpreis in der Kategorie „Nachwuchs“ ausgezeichnet.
Im gleichen Jahr folgte sein Festengagement am Schauspiel Frankfurt. Die erfolgreichen Produktionen Alle meine Söhne, Rose Bernd, Romeo und Julia und Die Verwandlung wurden vom Intendanten Anselm Weber, der im gleichen Jahr ebenfalls nach Frankfurt wechselte, übernommen. In Frankfurt am Main arbeitete Nils Kreutinger unter anderem mit den Regisseuren Johanna Wehner, Roger Vontobel, Marius von Mayenburg, Andreas Kriegenburg, Kornelius Eich, David Bösch, Miloš Lolić, Robert Gerloff und Felicitas Brucker.
Seit 2022 ist Nils Kreutinger freischaffender Schauspieler und Sprecher und lebt in München. Am Schauspiel Frankfurt tritt er weiterhin als Gast mit seinem erfolgreichen Monolog Alles ist groß auf, welcher bereits seit 2020 zu sehen ist.
Als Sprecher ist Nils Kreutinger seit 2012 in den unterschiedlichsten Produktionen zu hören. Seit 2019 ist er als Station-Voice beim ZDF zu hören.

## Theaterrollen (Auswahl)
- 2011: Faust. Eine Tragödie. (J. W. v. Goethe), Rolle: Faust, Regie: Tilman Gersch
- 2011: Emilia Galotti (G. E. Lessing), Rolle: Graf Appiani, Regie: Ricarda Beilharz
- 2011: DNA (D. Kelly), Rolle: Leah/Holger, Regie: Robert Schuster
- 2012: Drei Schwestern (A. Tschechow), Rolle: Tusenbach, Regie: Markus Dietz
- 2012: Frühlings Erwachen (F. Wedekind), Rolle: Melchior Gabor, Regie: Tilman Gersch
- 2013: Hexenjagd (A. Miller), Rolle: Reverend Hale, Regie: Konstanze Lauterbach
- 2013: Viel Lärm um Nichts (W. Shakespeare), Rolle: Benedikt, Regie: Caroline Stolz
- 2013: Die Letzten (M. Gorki), Rolle: Alexander, Regie: Markus Dietz
- 2014: Kabale und Liebe (F. Schiller), Rolle: Ferdinand, Regie: Anselm Weber
- 2014: Amphitryon (P. Hacks), Rolle: Jupiter, Regie: Caroline Stolz
- 2014: Die bessere Hälfte (A. Ayckbourn), Rolle: Bob Phillips, Regie: Caroline Stolz
- 2015: Der zerbrochne Krug (H. v. Kleist), Rolle: Ruprecht, Regie: Anselm Weber
- 2015: Monty Python’s Spamalot (E. Idle), Rolle: Sir Bedevere, Mutter von Sir Galahad, Concorde, Finnischer Bürgermeister, Regie: Christian Brey
- 2015: Rose Bernd (G. Hauptmann), Rolle: August Keil, Regie: Roger Vontobel
- 2016: Die Verwandlung (F. Kafka), Rolle: Gregor Samsa, Regie: J. C. Gockel
- 2016: Waisen (D. Kelly), Rolle: Liam, Regie: Leonard Beck
- 2017: Romeo und Julia (W. Shakespeare), Rolle: Amme, Regie: Marius von Mayenburg
- 2017: Verbrennungen (W. Mouawad), Rolle: Simon, Regie: Daria Bukvic
- 2017: Alle meine Söhne (A. Miller), Rolle: Chris Keller, Regie: Anselm Weber
- 2018: Mars (M. v. Mayenburg), Rolle: Edgar, Regie: Marius von Mayenburg
- 2019: Peer Gynt (H. Ibsen), Regie: Andreas Kriegenburg
- 2019: Vor Sonnenaufgang (E. Palmetshofer), Rolle: Dr. Peter Schimmelpfennig, Regie: Roger Vontobel
- 2019: Brand (A. Strindberg), Rolle: Einar, Regie: Roger Vontobel
- 2020: Andorra (M. Frisch), Rolle: Andri, Regie: David Bösch
- 2020: Früchte des Zorns (J. Steinbeck), Rolle: Tom Joad, Regie: Roger Vontobel (musste wegen der Corona-Pandemie abgesagt werden)
- 2020: Alles ist groß (Z. Bánk), Rolle: Grabmacher, Regie: Kornelius Eich
- 2021: Michael Kohlhaas (H. v. Kleist), Regie: Felicitas Brucker
- 2021: Wickie und die starken Männer, Rolle: Gorm, Regie: Robert Gerloff
- 2022: Hiob (J. Roth), Regie: Johanna Wehner

## Filmografie

### Als Schauspieler
- 2011: Out of Business, Regie: Nicolai Hildebrandt (Kurzfilm)
- 2012: Not Funny, Regie: Markus Zwilling (Kurzfilm)
- 2018: Frankfurt, Dezember 17, Regie: Petra K. Wagner (Fernsehfilm)
- 2019: Feuerlilien, Regie: Eduard Eisinger (Kurzfilm)
- 2020: Mauer des Schweigens, Regie: Leonard Mink (Kurzfilm)
- 2023: XY gelöst – Toter ohne Namen, Regie: Rudolf Schweiger (True Crime)

### Als Synchronsprecher (Auswahl)
- 2015: „How to Get Away with Murder“ als Julien
- 2015: „The Blacklist“ als Wilson Bishop
- 2015: „Jormungand“ als Allan
- 2016: „Food Wars“ als Kiyoshi Godabayashi
- 2016: „How to Get Away with Murder“ als Phillip Jessup
- 2016: „Samurai Warriors“ als Ii Naomasa
- 2016: „Yo-Kai Watch“ als Benjamin Adams
- 2017: „God of War“ als Mao Hei Feng
- 2017: „K-Project“ als Dewa
- 2020: „Dr. Who“ als Omril
- 2020: „Die Olchis - Willkommen in Schmuddelfing“ als Herr Achse
- 2020: „Princess and the Dragon“
- 2020: „The Beauty and the Beast“
- 2020: „Two Tails“ als Nick
- 2021: „Dr. Who“ als Lin Futu
- 2021: „398 Tage – Gefangener des IS“ als Abu Hurraya
- 2021: „Mittsommerlust“ als Tavela
- 2021: „I am Zlatan“ als Ronald Koemann
- 2022: „The New Nurses – Die Schwesternschule“ als Oberarzt
- 2022: „CSI: Vegas“ als Daniel Alonso
- 2022: „Record of Ragnarok“ als Isami Kondou
- 2022: „Bleach: Thousand-Year Blood War“ als Luedaas Friegen
- 2022: „Interview with the Vampire“ als Dubai Butler
- 2023: „Law & Order“ als Dave Bell
- 2023: „Freeridge“ als Sad Eyes
- 2023: „I’m a Virgo“ als Barkeeper
- 2023: „Sacrificial Princess and the King of Beasts“ als Vasall
- 2023: „True Lies“ als Deputy
- 2023: „The Long Shadow“ als Angus Brownley
- 2023: „Infamy“ als Filip
- 2023: „Physical“ als Dick
- 2023: „I’m a Virgo“ als Barkeeper
- 2023: „CSI: Vegas“ als Daniel Alonso
- 2023: „CSI: Vegas“ als Jeremiah Beck
- 2023: „CSI: Vegas“ als Clint Farley
- 2023: „CSI: Vegas“ als Michael Webber
- 2023: „Power Book IV: Force“ als Brendan Doyle
- 2023: „Baki Hanma“ als Professor Chris
- 2024: „Power Book III: Raising Kanan“ als Detective Boyd
- 2024: „Mano de Hierro“ als Arzt
- 2024: „Power Book II: Ghost“ als Kevin Grant
- 2024: „Clans“ als Daniel Padín

## Sprecher

### Videospiele (Auswahl)
- 2016: The Witcher 3: Wild Hunt – Blood and Wine, Rolle: Detlaff
- 2016: The Witcher 3: Wild Hunt – Blood and Wine, Rolle: Le Papillon
- 2017: Hidden Agenda, Rolle: Jack Calvary
- 2018: Marvel’s Spider-Man, Rolle: Harry Osborn
- 2020: Call of Duty: Black Ops Cold War, Rolle: Sims
- 2023: Marvel’s Spider-Man 2, Rolle: Harry Osborn
- 2024: Final Fantasy VII - Rebirth, Rolle: Vincent Valentine

### Hörspiele
- 2011: Radio Tatort „Abschaum“, Regie: Harald Krewer, Hessischer Rundfunk
- 2014: „Sir Francis Drake. Freibeuter seiner Majestät“, Regie: Theresia Singer, Headroom Sound Production GmbH
- 2015: „Der Präparator“, Regie: Christoph Piasecki, Contendo Media GmbH
- 2015: „Die Schöne und das Biest“, Regie: Christoph Piasecki, Contendo Media GmbH
- 2015: „Eiskalte Leidenschaft“, Regie: Christoph Piasecki, Contendo Media GmbH
- 2015: „Morgan & Bailey“ 2+3, Regie: Christoph Piasecki, Contendo Media GmbH
- 2015: „Team Undercover“, Regie: Christoph Piasecki, Contendo Media GmbH
- 2015: „Terra Mortis 1“, Regie: Christoph Piasecki, Contendo Media GmbH
- 2016: „Ich, Zeus, und die Bande vom Olymp“, Igel Records
- 2018–2021: „Prinzessin Lillifee – Gute-Nacht-Geschichten“ (11 Episoden), Regie: Mathias Schönsee, Audiocab
- 2019: „Das kalte Herz“, Regie: Marc Gruppe, Titania Medien
- 2019: „Der kurze Weg“, Regie: Oliver Sturm, Hessischer Rundfunk
- 2019: „Flaxman Low – Der Fall Teufelsmoor“, Regie: Marc Gruppe, Titania Medien
- 2019: „Krabat“, Regie: Marc Gruppe, Titania Medien
- 2019: „Sherlock Holmes – Mayerling“, Regie: Marc Gruppe, Titania Medien
- 2020: „Havanna“, Regie: Silke Hildebrandt, Hessischer Rundfunk
- 2023: „Prinzessin Lillifee – Der Schmetterlingspalast“ Regie: Mathias Schönsee, Audiocab
- 2023: „Prinzessin Lillifee – Mein zauberhaftes Tierhotel“ Ep. 1, Regie: Mathias Schönsee, Audiocab

## Auszeichnungen
- 2017: Bochumer Theaterpreis – „Nachwuchsschauspieler des Jahres“
- 2010 – 2012: Stipendium Studienstiftung des Deutschen Volkes
- 2010 – 2012: Stipendium Doms-stiftung
- 2011: Woche Junger Schauspieler Bensheim – „Günther-Rühle-Preis“ für die beste schauspielerische Ensembleleistung – „DNA“